# Abdel Rahman Azzam
Abdel Rahman Azzam (arabisch عبد الرحمن عزام, DMG ʿAbd ar-Raḥmān ʿAzzām; auch: Abd-al-Rahman Azzam, Azzam Pasha; * 1893 in Schaubak bei Kairo; † 2. Juni 1976 in Kairo) war ein ägyptischer Politiker und Diplomat. Azzam war von 1945 bis 1952 erster Generalsekretär der Arabischen Liga.

## Schriften
- The Eternal Message of Muhammad. New York: Mentor Books, 1965 (auch: Cambridge, Islamic Texts Society, 1993)